# شط بحر الهوى (الموسم الثالث)
شط بحر الهوى 3 هو الموسم الثالث من برنامج الواقع شط بحر الهوى يعرض على قناة إم بي سي 1 و يقدم البرنامج يوسف حرب.

## نجوم البرنامج
- السعودية لجين عمران
- السعودية مروة محمد
- لبنان نانسي عجرم
- لبنان وائل كفوري
- لبنان وائل جسار
- لبنان عاصي الحلاني
- مصر ماجد المصري
- مصر تامر حسني
- مصر عبير صبري
- مصر أحمد زاهر
- سوريا فرح يوسف

## وصلات خارجية
موقع البرنامج على شاهد نت